# 코끼리주둥이고기
코끼리주둥이고기(학명: Gnathonemus petersii) 또는 엘리펀트노즈는 코끼리고기과에 속하는 열대어이다. 주둥이의 생김새가 코끼리의 코를 닮아서 영어로 '코끼리 코 물고기'라는 이름을 갖게 되었으며, 이런 독특함 때문에 관상용으로 많이 기른다. 나이저강, 샤리강 등 중앙아프리카 지역에 살고 있으며 나뭇가지 등이 가라앉아 은신처가 많은 유속이 느린 지역을 좋아한다. 이들 강물은 매우 탁하기 때문에 코끼리주둥이고기는 시력이 좋지 않기 때문에 몸에서 전기를 만들어 서로 소통한다.

## 사진

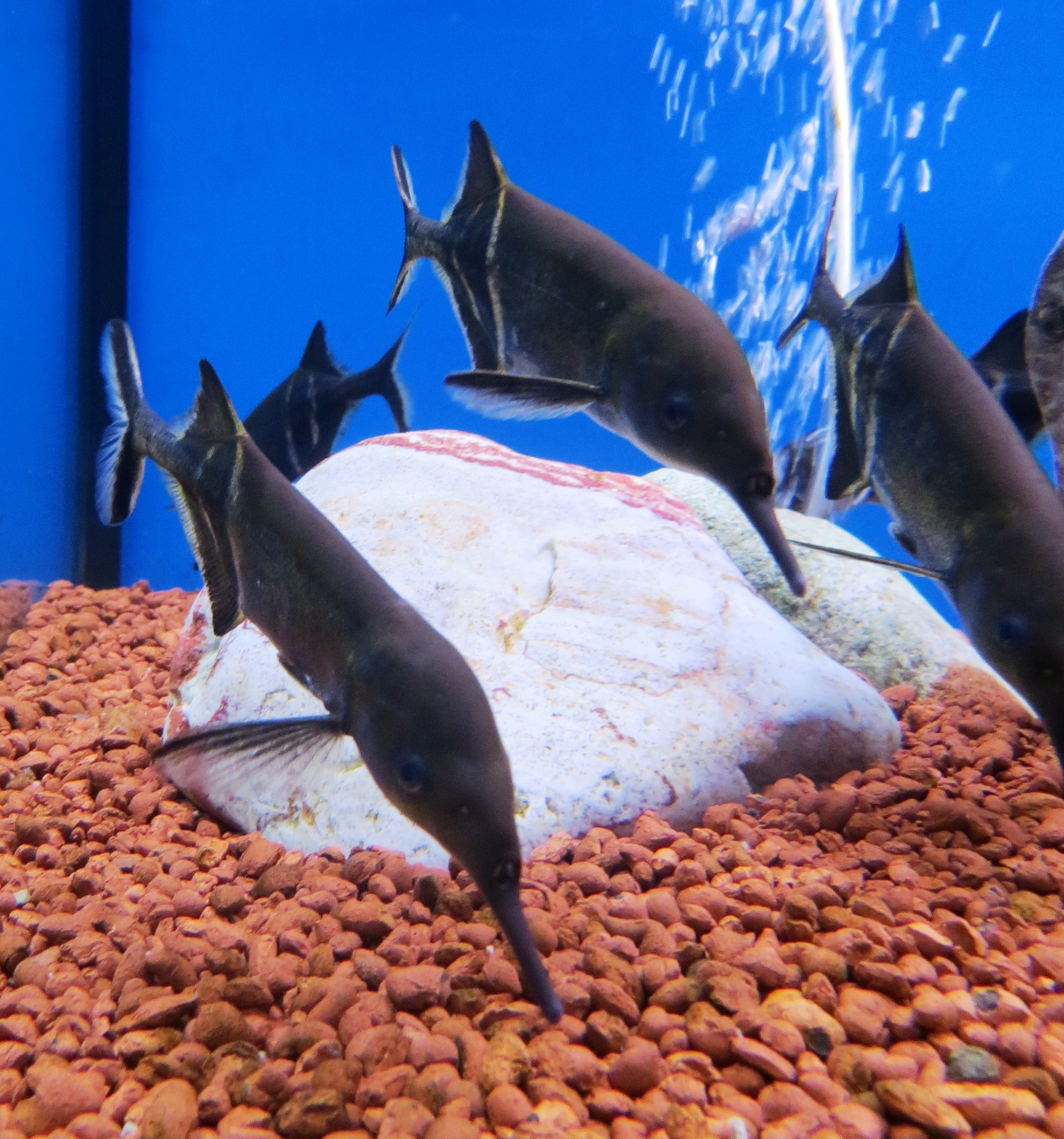
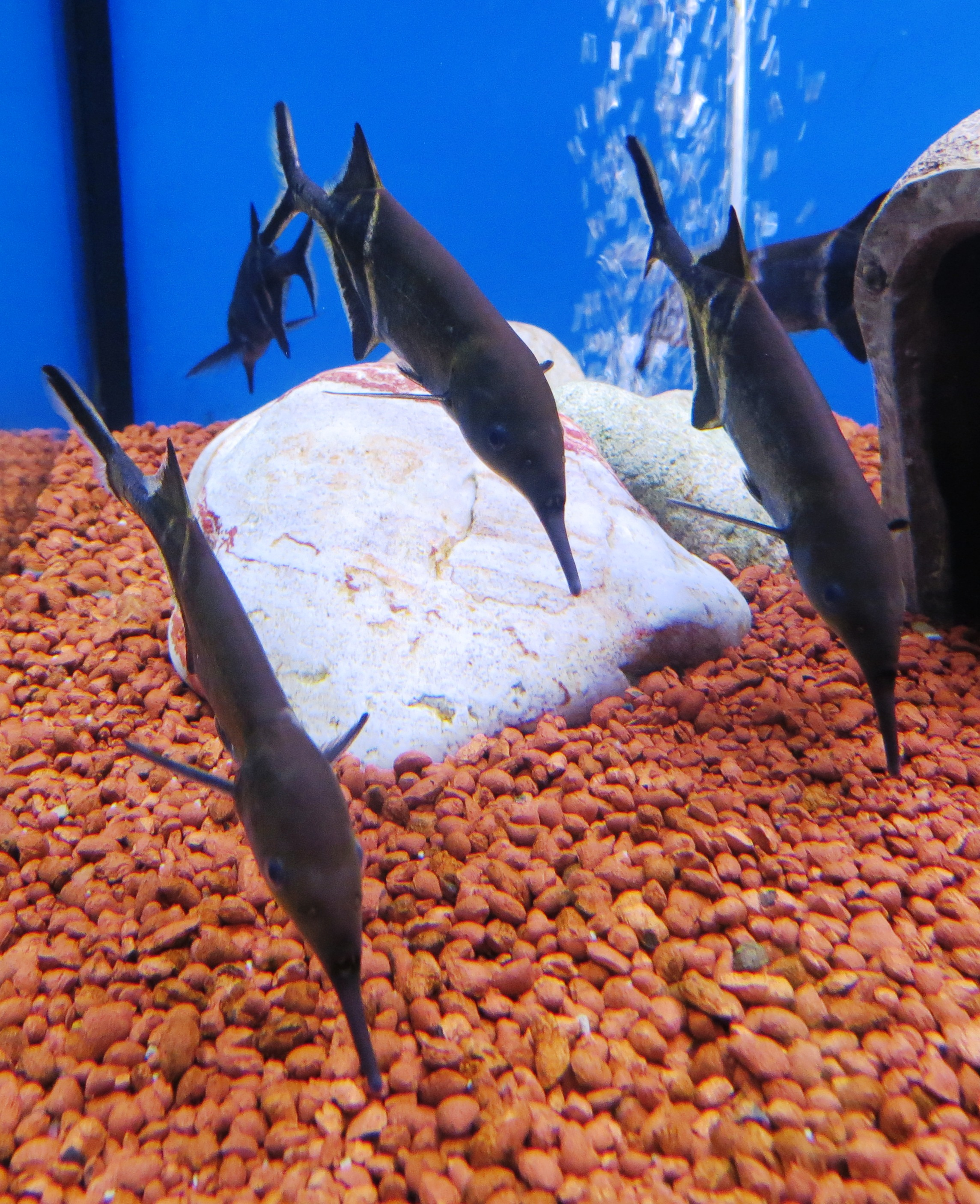
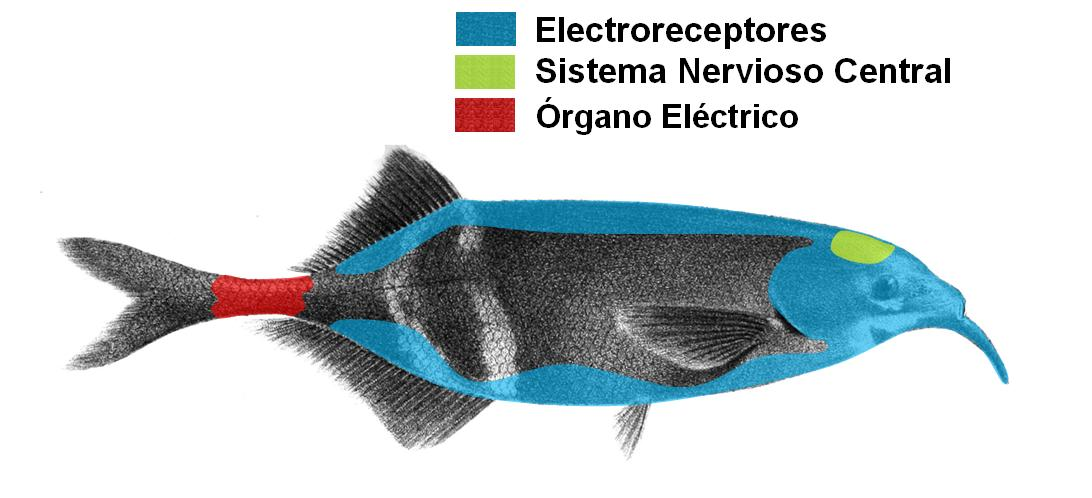
전기를 만드는 기관
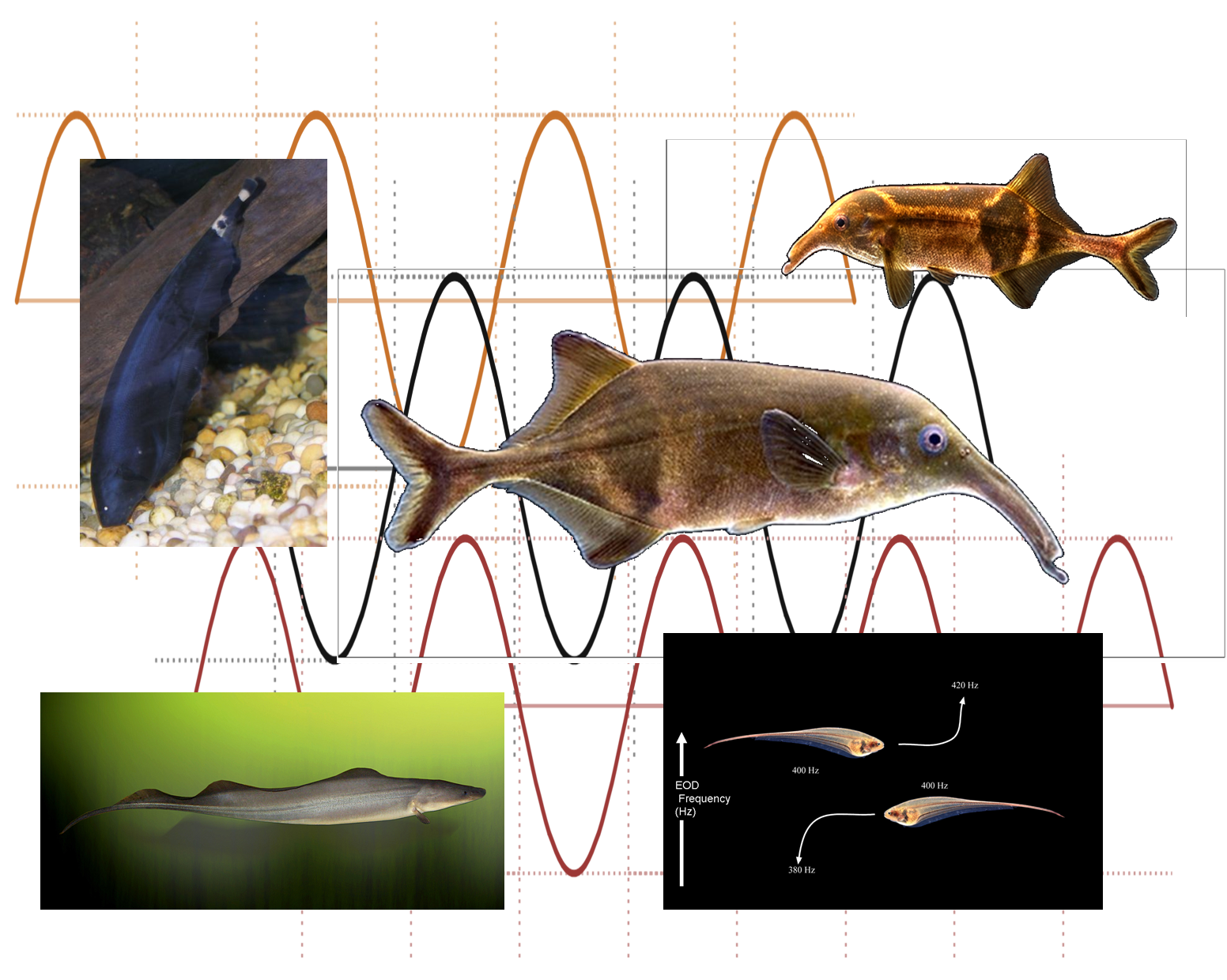
약한 전기를 만들어내는 엘리펀트노즈와 그 친척들.